# Cruz de Piedra (Mendoza)
Pour les articles homonymes, voir Cruz de Piedra.
Cruz de Piedra est une localité rurale argentine située dans le département de Maipú, province de Mendoza.

## Histoire
Le nom vient d'une croix érigée par les premiers Espagnols de la région. Ce nom a désigné la ville de Maipú jusqu'à ce qu'elle prenne son nom actuel en 1858 ; ce dernier provient à son tour d'une chapelle érigée par les Jésuites, appelée Nuestra Señora de las Mercedes de la Cruz de Piedra

## Géographie et économie
Elle est située au sud de la ville de Maipú, dans une zone semi-rurale composée de plusieurs quartiers dispersés autour de la route provinciale 1 et de la rue Pascanas.
C'est une région de fermes, de vignobles, d'oliveraies et d'établissements vinicoles,.

## Religion
| Archidiocèse | Mendoza                  |
| ------------ | ------------------------ |
| Paroisse     | Sagrado Corazón de Jesús |